# Кац, Яаков (1906)
Яаков Кац (ивр. יעקב כ"ץ‎; 28 декабря 1906, Золочев, Цислейтания — 21 декабря 1967, Израиль) — израильский общественный и политический деятель, депутат кнессета 3-го, 4-го, 5-го, 6-го созывов от списка «Фронт Тора и Религия» и партии «Поалей Агудат Исраэль».

## Биография
Родился 28 декабря 1906 года в Золочеве, Королевство Галиции и Лодомерии, Австро-Венгрия (ныне Украина), в семье Хаима Каца и его жены Мирели. Получил традиционное образование в хедере, а затем религиозное образование в иешиве «Мудрецов Люблина». С юности был членом движения «Цеирей Агудат Исраэль», позже избирался в органы управления «Цеирей Агудат Исраэль» и «Агудат Исраэль» в Галиции. Во время Первой мировой войны вместе с родителями переехал на территорию современной Словакии.
В 1934 году репатриировался в Подмандатную Палестину, поселился в Хайфе и стал секретарем местного отделения «Поалей Агудат Исраэль», а позже руководил отделом абсорбции этого движения в северной части Палестины. С 1950 года был членом городского совета Хайфы, в 1951—1959 годах занимал пост заместителя мэра города Аббы Хуши.
В 1955 году впервые избран депутатом кнессета 3-го созыва от списка «Фронт Тора и Религия», затем в 1959 году переизбран депутатом кнессета 4-го созыва от этого же списка. В кнессет 5-го (1961) и 6-го (1965) переизбирался от партии «Поалей Агудат Исраэль». В разное время был членом комиссии по услугам населению, комиссии по внутренним делам, комиссии по труду, комиссии по образованию и культуре. После смерти Каца его мандат в кнессете перешел к Аврааму Вердигеру.
Умер 21 декабря 1967 года от последствий автомобильной аварии.